# 八田竹男
八田 竹男（はった たけお、1914年〈大正3年〉9月15日 - 1991年〈平成3年〉8月6日）は、吉本興業社長。興行師、芸能プロモーター。

## 来歴・人物
大阪府の生まれ。旧制北野中学校（現大阪府立北野高等学校）、早稲田第一高等学院を経て、早稲田大学法学部中退。俳優の森繁久彌とは北野中学時代からの同級生で同い年であり、早稲田時代には一緒に演劇に熱中した。
戦前の1937年、吉本興業に入社。戦後は事業部、制作部の部長などを歴任。戦後は映画館経営に専念していた吉本興業に演芸部門を復活させ、うめだ花月、京都花月、なんば花月など演芸場を次々と開設し、今日の「笑いのヨシモト」を築き上げた。1977年には橋本鐵彦の後を継いで社長に就任。1986年、健康を理由に社長業を勇退。

## 演じた人物
- 長原成樹（吉本百年物語「焼け跡、青春手帖」）
- 荒谷清水（吉本百年物語「これで誕生! 吉本新喜劇」[4]）
- 九十九一（吉本百年物語「深夜のキラ星〜スター誕生〜」）

## 関係項目・人物
- 吉野伊佐男
- 中邨秀雄
- 木村政雄
- 大﨑洋

その他
- 林正之助
- 橋本鐵彦
- 林弘高
- 月亭可朝 - 可朝の弟子たちの命名に際してはすべて「八」ないしカタカナの「ハ」の字を付けている。これは、恩人である八田竹男に因むもの。
- 笑福亭仁鶴 (3代目)
- 桂文枝 (6代目)
- 横山やすし・西川きよし

劇場関係
- 吉本新喜劇
- なんばグランド花月
- なんば花月
- うめだ花月
- 京都花月
- 心斎橋筋2丁目劇場